# 기타니 고스케
기타니 고스케(일본어: 木谷 公亮, 1978년 10월 9일 ~ )는 일본의 전 축구 선수이다.

## 구단 경력
2001년 J2리그의 오미야 아르디자에 입단하였다. 2005년 베갈타 센다이로 이적했다. 2009년까지 159경기에 나서 2득점을 넣었다. 2010년 사간 도스로 이적했다. 2011년 J2리그 준우승으로 J1리그로 승격하였다. 2013년부터 2014년까지 J2리그의 FC 기후에서 뛰었다.

## 지도자 경력
2024년 사간 도스의 감독으로 취임하였다.